# 维克托·乔尔贝亚
维克托·乔尔贝亚（羅馬尼亞語：Victor Ciorbea，發音：[ˈviktor ˈt͡ʃjorbe̯a]；1954年10月26日—），罗马尼亚政治家。1996 - 1997年担任布加勒斯特市长，1996年-1998年担任罗马尼亚总理。

## 生平
乔尔贝亚生于阿尔巴县波诺尔（Ponor），1979年毕业于巴贝什-鲍里亚大学（Babeş-Bolyai University，前称克卢日-纳波卡大学，University of Cluj-Napoca）法学系，曾为布加勒斯特市政法庭任法官，以及在布加勒斯特大学讲授法律。他被布加勒斯特大学授予法律博士学位，后来在美国凯斯西储大学获得专业管理学位(1992)。
尼古拉·齐奥塞斯库执政时期，乔尔贝亚曾加入过罗马尼亚共产党。1989年12月罗马尼亚革命期间，他创建了全罗第一个自由工会组织，并自任其领导人。1990年-1996年他是自由贸易工会联盟在教育、FSLI的领袖，1990年-1993年任全国性的国家自由工会联盟罗马尼亚兄弟会领袖和全国农民党(PNŢCD)成员。1996年6月他参加了布加勒斯特市市长的竞选，最终以明显优势击败了前总统扬·伊利埃斯库推举的人选——罗著名运动员纳斯塔塞，登上了市长的宝座。在1996年罗议会和总统大选期间，他作为首都市长，积极活动，全力支持民主协议会及其总统候选人埃米尔·康斯坦丁内斯库。康斯坦丁内斯库当选总统后在11月29日提名他为总理，12月12日乔尔贝亚组成政府，任内他执行一些措施，旨在提高罗马尼亚向市场经济的过渡，包括一项财政紧缩预算（称为Contractul cu România - 合同与罗马尼亚）。
1998年3月30日乔尔贝亚政府中两个主要政党——国家农民党和民主党之间的矛盾全面爆发，从而引发了一场严重的政府危机。民主党于1月底退出联合政府，乔尔贝亚随即宣布辞职。
乔尔贝亚与国家农民党（PNŢCD）领袖扬·迪亚科内斯库（Ion Diaconescu）一起辞职后，创建了全国基督教民主联盟（Alianţa Natională Creştin Democrată，ANCD），2000年大选失败后并入了国家农民党（PNŢCD）。2004年为重获选民的信心，乔尔贝亚辞去了党领袖职务，提名蒂米什瓦拉市长格奥尔基·丘汉杜（Gheorghe Ciuhandu）任领袖，后PNŢCD改称基督教民主人民党(KDNP)(Christian-Democratic People's Party)。  
乔尔贝亚目前与他的妻子拉克琳娜（Lacrima Ciorbea）在布加勒斯特一起担任律师。